# Фелькерзами

Герб Юноша.

Фе́лькерзами (нім. Fölkersahm, пол. Felkerzamb) — німецький шляхетський рід із числа балтійської шляхти. Походить із Гановерської землі. Вперше згадується в джерелах середини XII століття під назвою «Фелькерзени». Його представники з'явилися в Лівонії в XV столітті, де служили Лівонському ордену. Після Лівонської війни представники роду стали підданими герцогства Курляндії і Семигалії і Речі Посполитої; з кінця XVIII століття — монархів Російської імперії. 1830 року отримали титул баронів. 
Також — Фьолькерзами, Фолькерзами, Фелькерзамби.

## Представники
- Отто-Фрідріх фон Фелькерзам (1641 — 1705) — воєвода чернігівський і інфлянтський.

## Споріднені роди
- Богомольці

- Баронеса Доротея фон Фелькерзам (? — після 1852), була одружена з вітебським повітовим маршалком Станіславом Петровичем Богомольцем (1777/1778—1852).

- Її сестра, баронеса Терезія фон Фелькерзам (1786/1787—10 січня 1862), одружена з рідним братом Станіслава Ромуальдом Петровичем Богомольцем (1782—9 квітня 1840), мером Вітебська, губернським предводителем дворянства)[1].